# Мікель Баленсіага
Мікель Баленсіага (ісп. Mikel Balenziaga; нар. 29 лютого 1988, Сумаррага) — іспанський футболіст, захисник клубу «Атлетік Більбао». В минулому виступав за молодіжну збірну Іспанії.

## Клубна кар'єра
Народився 29 лютого 1988 року в місті Сумаррага. Вихованець футбольної школи клубу «Реал Сосьєдад».
У дорослому футболі дебютував 2006 року виступами за другу команду клубу «Реал Сосьєдад», в якій провів два сезони у Сегунді Б, взявши участь у 53 матчах чемпіонату.
Влітку 2008 року перейшов в «Атлетік Більбао», де відразу став залучатись до матчів основної команди. В Ла Лізі дебютував 14 вересня 2008 року в матчі другого проти «Малаги» (0:0), в якому відіграв увесь матч. Всього за сезон зіграв у 24 матчах чемпіонату, проте влітку 2009 року «Атлетік» купив на позицію лівого захисника Шабі Кастільйо і Баленсіага втратив місце в складі команди. Через це в серпні 2009 року Мікель був відданий на сезон в оренду в «Нумансію», що виступала у Сегунді, де зіграв 26 матчів.
Влітку 2010 року повернувся в «Атлетік Більбао», проте здебільшого був поза заявкою «левів», зігравши за рік лише в одному матчі чемпіонату.
В серпні 2011 року на правах вільного агента перейшов в «Реал Вальядолід», де відразу став основним гравцем, і допоміг команді в першому ж сезоні зайняти третє місце в Сегунді і після перемоги у плей-оф вийти в Ла Лігу. В елітному дивізіоні Мікель продовжив залишатись основним лівим захисником команди, зігравши у 32 матчах чемпіонату. Всього відіграв за вальядолідський клуб два сезони своєї ігрової кар'єри. Більшість часу, проведеного у складі «Вальядоліда», був основним гравцем захисту команди.
В липні 2013 року повернувся в «Атлетік Більбао», який скористався опцією викупу і повернув футболіста за 400 тис. євро. Під керівництвом нового тренера Ернесто Вальверде Баленсіага знову став основним лівим захисником «Левів». Наразі встиг відіграти за клуб з Більбао 36 матчів в національному чемпіонаті.

## Виступи за збірні
2007 року дебютував у складі юнацької збірної Іспанії, взяв участь у 5 іграх на юнацькому рівні.
18 листопада 2008 року провів свій єдиний матч за молодіжну збірну Іспанії, вийшовши в старті проти однолітків з Португалії. На 57 хвилині Мікель був замінений на Роберто Канелью, а іспанці в підсумку поступились 1:4.

## Титули
- Володар Суперкубка Іспанії (2):

«Атлетік»: 2015, 2020